# 삼직추임문제
삼직추임문제(일본어: 三職推任問題 さんしょくすいにんもんだい/さんしきすいにんもんだい[*])란, 일본 덴쇼 10년(1582년) 4월 25일, 5월 4일 양일자에 교토의 공가 가주지 하루토요(勧修寺晴豊)의 일기 『하루토요코키』(晴豊公記, 덴쇼 10년 여름기天正十年夏記의 기사에 대한 해석을 둘러싼 문제로, 이 의논을 입각점으로 한 오다 노부나가의 장래 구상이나 혼노지의 변의 배경에 대한 고찰을 포함하여 일본 역사학상의 중요한 논쟁이다.

## 가주지 하루토요
가주지 하루토요는 교토 도소케(堂上家)로 혼세를 후지와라로 하는 가주지 가문(勧修寺家)의 14대 당주였다. 덴분 13년 2월 24일(1544년 3월 17일)에 태어났으며, 아버지인 13대 하루히데(晴秀)와 마찬가지로 무로마치 막부 제12대 쇼군 아시카가 요시하루로부터 이름자 한 자를 받았다. 누이 하루코(晴子)는 사네히토 친왕(誠仁親王)의 비가 되어 그 소생의 황자가 고요제이 천황으로 즉위하였다. 하루토요는 생전 종1위(従一位) 곤주나곤(権大納言)의 지위에 오르고 준대신 선하(准大臣宣下)를 받았으며, 사망한 뒤에는 내대신(贈内大臣)으로 추증되었다. 무가전주(武家伝奏)를 맡아 오다 노부나가나 도요토미 히데요시 등과도 교류가 있었으며, 이시야마 합전(石山合戦) 때에는 칙사로써 노부나가와 혼간지(本願寺) 사이의 화해를 알선하기도 하였다. 그가 남긴 일기 『하루토요코키』(하루토요기晴豊記, 이치니치기日々記)에는 오다 노부나가나 혼노지의 변에 관한 기술이 많아 사료 가치가 높은 1급 사료로 평가받고 있다. 하루토요는 혼노지의 변 전날인 덴쇼 10년(1582년) 6월 1일, 오다 노부나가의 교토 상경을 축하하기 위한 칙사로써 구교 간로지 쓰네모토(甘露寺経元)와 함께 혼노지로 파견되어 노부나가와 회견하였으며, 혼노지의 변이 있고 난 뒤에는 니조고쇼(二条御所)의 상황 등에 대해서도 기록을 남겼다. 야마자키 전투 이후 아케치 미쓰히데의 딸 한 명을 보호하기도 하였다. 게이초 7년 12월 8일(1603년 1월 19일)에 사망하였다.

## 배경과 개요
오다 노부나가는 오와리 시절에는 가즈사노스케(上総介)를 자칭하였으며, 이마가와 요시모토(今川義元)를 쓰러뜨린 뒤에는 오와리노카미(尾張守)를 칭하는 등 모두 자칭한 관직이었고, 교토의 조정으로부터 직접 임관을 받은 적은 없었다. 이는 조정에 헌금을 행하고 히고노카미(備後守)나 미카와노카미(三河守) 등의 관직을 받았던 오다 노부히데(織田信秀)와는 대조적인 것이었다.
오다 노부나가는 쇼군(将軍) 아시카가 요시아키(足利義昭)를 받들어 교토에 상경한 뒤, 단조소추(弾正少忠)나 단조다이히(弾正大弼)라는 비교적 낮은 관직을 받았다. 하지만 아시카가 요시아키 추방 뒤 급격히 노부나가의 관위는 상승하였다. 덴쇼 2년(1574년)에 산기(参議)로 임관된 뒤, 거의 3년만에 종2위(従二位)·우다이진(右大臣)으로 승진한다. 이는 무가(武家)로써 가마쿠라 막부의 마지막 겐지 쇼군이었던(사네토모 사후 쇼군은 교토에서 맞아온 구교나 친왕(왕자)이 맡고 실권은 싯켄이 쥐었다) 미나모토노 사네토모(源実朝) 이래 처음 있는 우다이진 임관이었으며, 또한 노부나가 이전에 이보다 상위 관직에 생전 임관된 무가를 들어 보더라도 다이라노 기요모리(平清盛, 태정대신)·아시카가 요시미쓰(足利義満, 태정대신)·아시카가 요시노리(足利義教, 사다이진)·아시카가 요시마사(足利義政, 사다이진) 등 단 네 명 뿐이었다. 그러나 노부나가는 덴쇼 6년(1578년) 4월에 우다이진 겸 우콘노에노다이쇼(右近衛大将)를 사임한 뒤에 관직에 나아가지 않았고, 이후 4년 동안 산이(散位) 상태로 머물렀다.
이후 두 번에 걸쳐 노부나가의 임관이 문제가 되었다. 우선 덴쇼 9년 3월에 교토 조정으로부터 사다이진(左大臣)에 취임할 것을 구청받았으나, 노부나가는 오기마치 천황(正親町天皇)의 양위를 조건으로 반답을 보냈고, 결국 실현되지 않았다. 두 번째는 덴쇼 10년 4월부터 5월에 걸친 때였는데, 그 직전인 3월에 오다 노부나가가 고슈 정벌(甲州征伐)로 가이 다케다 씨(甲斐武田氏)를 멸망시키고 호조 씨(北条氏)도 실질적으로 오다 노부나가에 종속된 지경에 이르러, 조정에서는 당시 이를 가지고 '오다 노부나가가 간토(関東)를 평정했다'라고 해석하고 있었기 때문이다.
5월에는 무가전주 가주지 하루토요가 교토 쇼시다이(京都所司代) 무라이 사다카쓰(村井貞勝)의 저택을 방문하여 양자간에 오다 노부나가의 임관에 대한 이야기가 오고갔다. 하루토요는 이때의 일에 대해 자신의 일기 『하루토요코키』에 기록을 남겼다. 이때 나눈 대화 가운데 오다 노부나가가 세이이타이쇼군(征夷大将軍)·태정대신(太政大臣)·관백(関白) 가운데 하나에 임관한다는 것이 조정측 또는 오다 노부나가측의 제안이었다.
삼직추임문제란 여기서 이 임관을 제안한 것이 조정측인가, 아니면 노부나가측인가에 대한 문제이다.
오다 노부나가가 장래적으로 교토의 천황과 그 조정을 어떻게 취급했을까를 고찰함에 있어 중대한 문제이기도 한데, 노부나가가 이에 대한 정식 회답을 내놓기 전에 혼노지의 변이 일어나 노부나가가 자결하면서, 노부나가 자신이 향후 일본 통치에 대해 어떠한 구상을 가지고 있었는지는 영원히 알 수 없게 되었다.

## 본문
(4월)
廿五日
天晴。
村井所へ参候。
安土へ女はうしゆ御くたし候て、太政大臣か関白か将軍か、御すいにん候て可然候よし被申候。
その由申入候。
(5월)
四日 (중략)
のふなかより御らんと申候こしやうもちて、いかやうの御使のよし申候。
関東打はたされ珎重間、将軍ニなさるへきよしと申候へハ、又御らんもつて御書ある也。
長庵御使にて、上らう御局へ御目かかり可申ふんなから、御返事申入候ハて御目かかり申候儀、いかヽにて御座候間、余に心え可申候由。
いかやうにも、御けさんあるへく候由申候へハ、かさねて又御両御所へ御返事被出候。（後略）
五日
大雨降。
今日も御けさんいまたなし。
なひきよりハ、御けさんあるへきよし被申候間まち申候。
はう ゝ より御きけんよく □ □ 候。
あすハ御けさんあるへく候よし候。
六日
天晴。
今日又上ろうより文被遣候。
せひとも御けさんあるへきよし申候へハ、御けさんあるへきよし候てまち申候。
□ん分候。
やかて　ゝ　御けさん也。
それ夕かた舟三そう申付られ六日のほり申候。
上ろうきぬ三ひき、見きよせう一そく、あちこつゝき五たん、大御ちの人への同前。
七日
よへより夜舟にて大津へつき申候。
坂本見物申候。
大津にてひるのやすミ。
それよりのほり申候。
上ろう局よりゑちこつゝき御すそわけと候て給候。
いなか一かまきはむ持候て御礼ニ参候。
村井ニ安土よりの返事。
鯉五ツ禁裏より下候。

## 해석을 둘러싼 논쟁
오다 노부나가와 교토 조정의 관계에 대해서는 대립관계에 있었다는 설(대립설)과 융화적인 관계에 있었다는 설(융화설)이 존재한다. 일본의 사학자 다니구치 가쓰히로(谷口克広)는 각자의 설들을 지지하는 학자들을 다음과 같이 분류하였다. (다니구치 자신은 융화설을 지지하였다)
- 대립설…아키타 히로키(秋田裕毅)、아사오 나오히로(朝尾直弘), 이케 스스무(池享), 이마타니 아키라(今谷明), 오쿠노 다카히로(奥野高廣), 다치바나 교코(立花京子), 후지키 히사시(藤木久志), 후지타 다쓰오(藤田達生)
- 융화설…기리노 사쿠진(桐野作人), 다니구치 가쓰히로, 하시모토 마사노부(橋本政宣), 호리 신(堀新), 미키 세이이치로(三鬼清一郎), 야마모토 마사후미(山本博文), 와키타 오사무(脇田修), 다카사와 히사시(高澤等)

삼직추임문제에 대해서 대립설(아키타, 아사오, 이마타니, 후지키 등)을 주장하는 쪽에서는 오다 노부나가가 삼직추임을 명확하게 대응하지 않았던 것은 교토 조정을 멀리하는 자세, 어쩌면 조정에 대한 압박을 보이는 것이라고도 하였다. 아키타는 「천황을 자신의 권력기구에 짜 넣기 위해서」라고 보고, 아사오는 「교토 조정의 관직제도의 틀 바깥에 섬으로써 조정의 틀로부터 벗어나기 위해서」라고 하였으며, 이마타니는 「관직 추임을 천황의 양위와 교환 조건으로 삼기 위해서」라고 하였다. 
한편 융화설(다니구치, 하시모토, 호리, 와키타 등)에서는 노부나가가 조정을 멀리하는 자세를 보인 것은 아니라고 하였다. 다니구치는 사콘노에노추조(左近衛中将) 아시카가 요시아키(足利義昭)에 대한 대항으로써 우콘노에노타이쇼(右近衛大将)로 임관된 이상, 오다 노부나가에게 있어서 관위는 그다지 중요한 것이 아니었다는 것이다. 이 밖에 궁정의례에서 벗어나기 위해(와키타 설), 오다 가문의 당주로써 아들 노부타다(信忠)의 관위 승진을 바라고 있었기 때문에(호리、다니구치 설), 비공식적으로 태정대신 취임을 승낙하고 있었다(교모토、와키타 설）등의 견해가 있다. 다카자와는 「오유도노노우에노닛키」(御湯殿上日記)에서 노부나가는 두 번의 말 행차(馬揃え) 뒤에 사네히토 친왕(誠仁親王)의 즉위 때에 관위를 받는다고 명기한 기사가 있음을 지적하고 간단히 시기적인 것으로 문제를 삼을 정도는 아니라고 하였다.
삼직추임문제에 대해서는 양측 모두 조정이 주도했다고 보는 것이 유력하였으나, 사학자 다치바나 교코가 오다 노부나가의 의사였다는 새로운 설을 제창하여 논쟁이 되었다. 한편 삼직추임문제에 대해서는 조건 제시가 하필 혼노지의 변 직전이었기 때문에 시간이 없어서 미처 답변을 할 겨를이 없었다고 보기도 한다.

### 발신자는 누구인가?
종래 전승되고 있던 『하루토요코키』에서는 덴쇼 10년 4월분부터 9월분까지의 기록이 빠져있었는데, 1968년 이와사와 야스히코(岩沢愿彦)가 내각문고(内閣文庫, 지금의 일본 국공립문서관)에 있던 『덴쇼 10년 여름 기록』(天正十年夏記)이 『하루토요코키』의 단간(断簡)에 해당한다고 발표하였다. 이와자와의 해석에서는 「태정대신, 관백, 쇼군 세 관직 가운데 하나에 추임하는 것이 좋겠다」(太政大臣、関白、将軍の三職いずれかに推任するのがよい)라고 발언한 주체를 (오기마치 천황의 의향을 받은) 하루토요로 보고, 이후에도 이러한 해석을 이어 받아 오다 노부나가는 이 천황의 의향에 대해 퇴짜를 놓은 것이라는 설이 통설이 되었다.
그러나 역사연구가인 다치바나 교코가 하루토요의 일기 전체의 「被申候」의 사용례를 분석한 결과, 무라이 사다카쓰(村井貞勝)의 말이라고 해석하였고 독단으로 무언가를 전행하는 것을 싫어한 오다 노부나가에게 무단으로 사다카쓰가 발언할 리가 없으며, 노부나가의 쇼군 임관의 의향을 감안한 것이었다고 주장하여 일본 역사학자들 사이에서 찬반 양론의 논쟁이 일어났다. 또한 다치바나의 학설에서는 5월 4일자의 기사에 보이는 「쇼군이 되어야 할 것」(将軍になるべき)이라는 하루토요의 발언을 조정의 공식 의향이라고 보고 「고란」(御らん, 모리 란마루)를 보낸 노부나가의 의도를 진의를 숨긴 것이라고 당혹감을 보인 것이라고 하였다. 다치바나는 이 해석에 기초해, 삼직추임을 노부나가의 승리로 보고 교토 조정이 거절할 수 없었던 것이라고 보았다.
이마타니 아키라는 다치바나의 해석에 입각하면서도 오다 노부나가는 교토 조정의 권위에 굴복하고 중세적 권력 관계를 지향하지 않을 수 없었다고 하고 있다.
한편 호리 신은 『하루토요코키』 5월 4일자 기사나 『사네히토 친왕 소식』(誠仁親王消息) 등의 자료에서 세 관직 중 하나, 라는 애매한 추임을 한 것은 아무도 노부나가의 진의를 이해하지 못했기 때문이며, 사다카쓰와 노부나가 사이에 이 건에 관한 협의를 한 흔적이 없는 점 등으로 미루어, 삼직추임은 오다 노부나가의 의향이라고는 할 수 없고 5월 4일의 하루토요의 말도 하루토요 개인의 견해라고 반론하였다.

### 노부나가의 대답 내용
이 논쟁은 일본 사학계에서 현대에도 지속되고 있으며, 아직까지 정설로 볼만한 견해는 확정된 것이 없다.

#### 태정대신설
근거는 다음과 같다.
- 오다 노부나가는 헤이시(平氏)를 자칭하고 있었고, 다이라노 기요모리와 같은 깃발과 인장을 사용하고 있었다.
- 2월에 태정대신에 막 취임했을 고노에 사키히사(近衛前久)가 5월에 이르러 갑작스럽게 태정대신직을 사임하였다.
- 혼노지의 변 직후인 7월 17일, 하시바 히데요시(羽柴秀吉)가 모리 데루모토(毛利輝元)에게 보낸 편지에서 히데요시는 노부나가를 두고 「대상국」(大相国)이라고 부르고 있다.
- 10월, 조정에서 오다 노부나가에 대해 태정대신 관직 추증이 논의되었다.
- 그 결과, 조정으로부터 나온 관직 추증의 선명에서는 「거듭 태정대신으로 하여」(重而太政大臣)라는 어구가 있었고, 이를 태정대신의 사령(辞令)이 나온 것이 두 번이었다고 해석한다면, 첫 번째 사령은 삼직추임문제 때에 이미 태정대신 취임의 내부 승락을 오다 노부나가로부터 받았을 때, 비공식적으로 나오게 된 사령이라고 해석할 수 있다.[6]

#### 간파쿠설
이 설의 근거는 중국의 『명사』(明史) 권제322 ・ 외국(外国)3 「일본전」에서 도요토미 히데요시(豊臣秀吉)를 언급하면서 “일본에는 원래 왕이 있고 그 아래에 관백(関白)이라 칭하는 자가 가장 존귀한데, 이때에 산성주(山城州)의 지배자(渠) 신장(信長)이 이 자리에 있었다”(日本故有王, 其下称関白者最尊, 時以山城州渠信長為之)고 한 것이다. 여기에 따르면 노부나가는 간파쿠에 있었던 적이 있는 것이 된다.

#### 세이이타이쇼군설
근거는 다음과 같다.
- 하루토요가 자신의 일기 『하루토요코키』에서 「쇼군이 되어야 할 것」(将軍になさるべき)이라고 적고 있다.

다치바나 교코, 오와다 데쓰오(小和田哲男) 등이 이 설에 찬동하고 있다.
또한 엔도 아키라(円堂晃)는 그의 저서에서 모리 데루모토 등 모리 가문이 도모(鞆)로 망명해 온 쇼군 아시카가 요시아키를 옹립한다는 대의명분을 가지고 오다 가문과의 결전을 앞두고도 여전히 흔들림 없이 그러한 자세를 유지하고 있었으며, 노부나가는 이 상황을 타개하기 위해 자신이 세이이타이쇼군으로 임관 내지는 아시카가 요시아키의 쇼군 해임을 조정에 구했던 것, 이라고 주장하고 있다.
한편으로 삼직추임문제를 직접 다룬 논고는 없지만 이 당시의 세이이타이쇼군은 아시카가 씨의 가직(家職) 즉 아시카가 집안이 맡아온 관직이었고, 「아시카가 씨(이 경우는 아시카가 요시아키 또는 그의 자제) 이외의 쇼군은 있을 수 없다」는 인식이 당시 일본 사회에 정착되어 있었던 것을 조정이 일관되게 아시카가 요시아키의 쇼군 해임을 단행하지 못한 이유로 파악되고 있으며, 아무리 노부나가가 쇼군으로 취임하더라도 반노부나가 세력이 이를 인정하지 않고 요시아키를 쇼군으로써 그대로 인정한다고 하면 별 의미가 없게 되어(메이오 정변으로 쇼군에서 해임되었던 아시카가 요시타네는 그를 지지하는 다이묘들로부터 여전히 쇼군으로 인정받았으며, 결국 교토 상경을 완수하고 자신의 권력을 되찾았다), 노부나가가 쇼군 취임을 바래야 할 메리트가 줄게 된다고 기노시타 마사노리(木下昌規)는 지적하였다.

#### 사퇴설
근거는 다음과 같다.
- 『하루토요코키』에서 「御両御所へ御返事被出候」라고 하였는데, 노부나가는 오기마치 천황과 사네히토 친왕에게 회신을 하겠다고 했고, 무라이에게도 회신이 있었음에도 이후 조정에 노부나가 임관을 위한 움직임이 아무것도 보이지 않는다.
- 오다 노부나가가 이전에 우다이진 겸 우콘노에노타이쇼를 사임하였을 때 「실로 만국이 안녕하고 사해가 평균하게 된 때에 거듭 등용의 칙명에 응하여...」(まさに万国安寧四海平均の時、重ねて登用の勅命に応じ)라고 말하고 있었는데, 여기서 '만국이 안녕하고 사해가 평균하게'(万国安寧四海平均) 된 때란 곧 일본을 통일하기 전에는 관직을 받을 이유가 없다(일본 통일 전에는 관직을 받지 않겠다)는 뜻을 비친 것이다.

호리 신, 다니구치 가쓰히로, 후지이 료지(藤井譲治) 등이 이 설을 들고 있다.
하지만 이 설은 오다 노부나가가 일본 천하를 통일하고 난 다음에 어떤 관직에 임관했는지, 아무 관직이 없는 채로 머물렀을지, 아니면 교토의 천황보다 높은 지위(즉 천황을 제치고 노부나가 자신이 일본이라는 왕국의 ‘왕’이 되는 것)를 목표로 했는지, 이후의 노부나가가 취했을 움직임에 대해서도 다양한 견해가 있다.

### 설명
1. ↑  당초에는 가즈사노카미(上総守)를 자칭하였으나 가즈사국(上総国)은 친왕(왕자)가 카미를 맡는 친왕임국(親王任国)으로 인신(人臣)이 가즈사노카미가 될 수는 없었기 때문에 가즈사노스케로 개칭한 것으로 보인다.
2. ↑  우콘노에노타이쇼는 또한 초대 쇼군 미나모토노 요리토모(源頼朝)와도 연고가 있는 관직이기도 하였다.
3. ↑  혼노지의 변 직후인 7월 17일에 하시바 히데요시(羽柴秀吉)가 모리 데루모토(毛利輝元) 앞으로 보낸 편지에서는 오다 노부나가를 「대상국」(大相国)이라고 부르고 있는데, 태정대신 관직 추증이 궁중에서 논의된 것은 그로부터 3개월 뒤의 일이었고, 그러한 관직 추증의 선명(宣命)에는 「거듭 태정대신으로 하여」(重而太政大臣)라는 한 줄의 문장이 있어서 두 번 태정대신의 사령이 나왔다고 해석될 수 있으며, 혼노지의 변 직전인 고노에 사키히사(近衛前久)가 갑자기 태정대신 사임이 결정된 것을 근거로 한다.
4. ↑  다른 사용례에 따를 경우 이 발언의 주체를 하루토요라고 하게 되면, 하루토요가 자신의 언동에 대해서 '제가 하셨습니다.' 식으로 존댓말을 붙이고 있는 것이 되어 문법상 구문이 무너진다.

## 참고 문헌
- 今谷明『戦国大名と天皇』（講談社, 2001年） ISBN 4061594710
- 岩澤愿彦「三職推任覚書」（『織豊期研究』4号, 2002年）
- 桐野作人「信長への三職推任・贈官位の再検討」（『歴史評論』665号, 2005年）
- 高澤等『新・信長公記』（ブイツーソリューション, 2011年） ISBN 9784434156250